# Gymnura micrura
A raia-borboleta-lisa (Gymnura micrura) é uma espécie de peixe cartilaginoso da família Gymnuridae. É um membro da ordem Myliobatiformes, que contém 10 famílias no total. Seus habitats naturais são mares rasos, leitos aquáticos subtidais, águas estuarinas e lagoas salinas costeiras. Seu nome comum é derivado de seu corpo comprimido, nadadeiras peitorais que são mais largas que seu comprimento e forma geral de diamante.

## Taxonomia
Gymnura é derivado de raízes gregas e se traduz em 'cauda nua'. Eles pertencem a um grupo monofilético de peixes batóides. Este grupo contém mais de 500 outros peixes elasmobrânquios que incluem raias elétricas, peixes-serra, peixes-guitarra, patins e raias. Eles fazem parte da Ordem Myliobatiformes e são caracterizados por suas nadadeiras peitorais serem amplamente expandidas e fundidas em suas cabeças. A família Gymnuridae contém 2 gêneros que abrangem 12 espécies diferentes.

### Descrição
Estas são raias largas em forma de diamante com uma cauda curta que possui dobras nas nadadeiras dorsais e ventrais baixas. A cauda tem 3 a 4 linhas escuras que são chamadas de barras transversais. As bordas do disco são côncavas. A nadadeira caudal nunca está presente e um número variável de tubérculos pode ser encontrado em espécimes maiores. As raias borboleta lisas têm larguras de disco quase duas vezes maiores que o comprimento de seus corpos e são muito achatadas (comprimidas). A largura das raias fica entre 16 e 22 centímetros quando nascem. As fêmeas têm cerca de 50 cm quando adultas e os machos, cerca de 42 cm. As fêmeas são maiores que os machos; isso lhes permite carregar embriões maiores e uma quantidade maior deles. Eles têm um tamanho máximo de 120 cm.
O lado ventral é levemente colorido, enquanto o lado dorsal é de cor variável. O lado ventral é geralmente branco, mas pode conter uma coloração enferrujada ou bronze. O lado dorsal pode ser cinza, verde claro, marrom e também de cor não uniforme. Eles tendem a usar contra-sombreamento para se misturar com o fundo de seus ambientes, a fim de se esconder de predadores e capturar presas.

A espinha dorsal da cauda está ausente; portanto, nenhuma picada pode ocorrer para prejudicar os seres humanos.

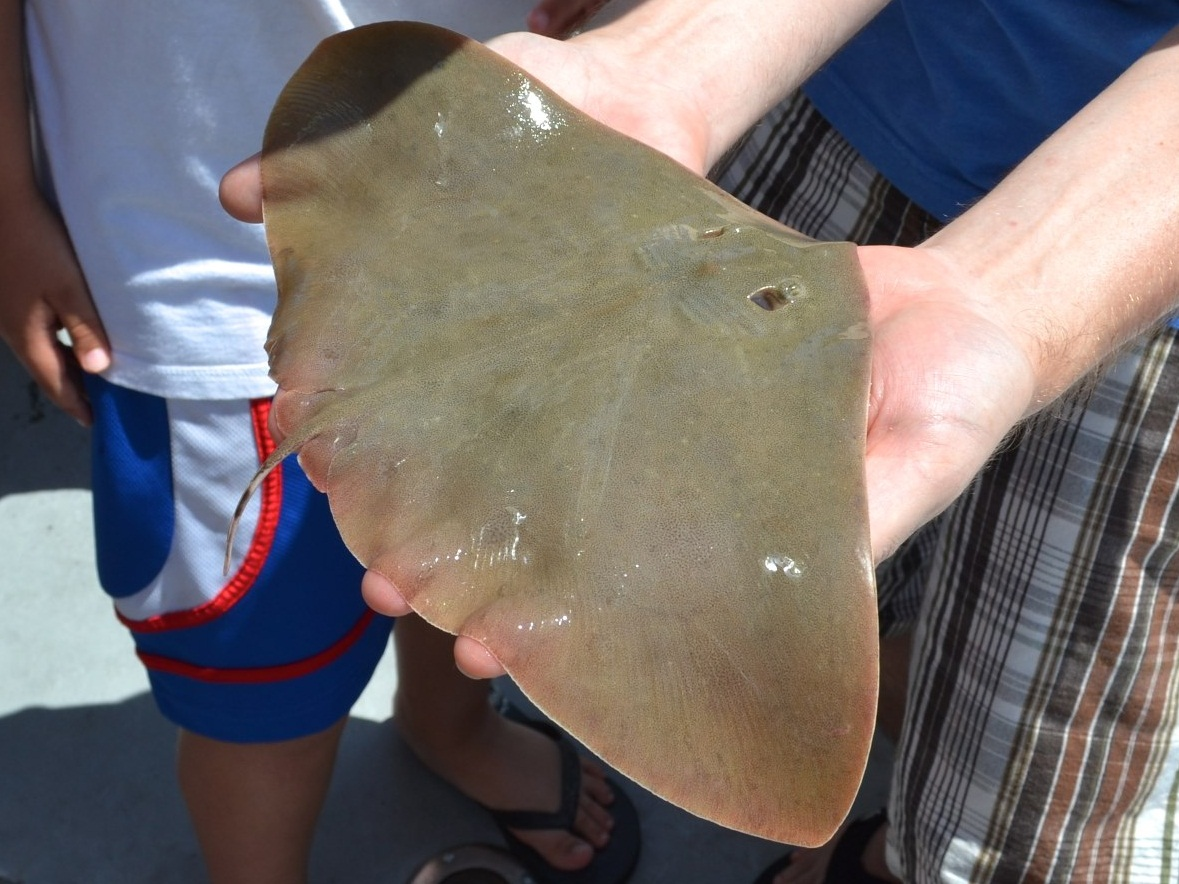
Vista dorsal de uma Raia Borboleta Lisa

## Distribuição e habitat
As raias borboleta lisas são encontradas nas partes oeste e leste do Oceano Atlântico (indo de Maryland, nos Estados Unidos, até o Brasil) e no Golfo do México. Elas são mais comumente encontradas em águas neríticas, mas também são conhecidas por entrarem em estuários salobros e lagoas hipersalinas. Elas têm um alcance que se estende desde a plataforma continental até 40 metros de profundidade em águas tropicais e quentes. Elas preferem habitats com fundos arenosos ou lamacentos.

## Comportamento e ecologia

### Vida útil
Essas raias investem uma grande quantidade de energia na reprodução e dão à luz apenas alguns descendentes; no entanto, elas dão à luz anualmente. Elas usam fertilização interna, que é o processo do macho inserir seus grampos na cloaca da fêmea para fertilizar os ovos. A prole leva entre dois e quatro meses para se desenvolver dentro da mãe. Elas usam viviparidade uterina aplacentária e os jovens são histotróficos.
A estratégia de forrageamento que essas raias usam depende da abundância de presas em seus ambientes. Elas usam alimentação oportunista (comem o que está disponível) ou alimentação especializada (comem um organismo específico). Elas tendem a se alimentar de presas maiores e engoli-las inteiras; então elas entram em um longo período de digestão, onde se alimentam muito pouco ou não se alimentam. Elas atacam principalmente teleósteos e crustáceos, mas também consomem mexilhões bivalves e poliquetas. Elas usam uma estrutura chamada canal da linha lateral localizada no lado dorsal da cabeça até as nadadeiras peitorais e está disposta em um padrão de ramificação. A linha lateral contém neuromastos que auxiliam as raias na detecção de mudanças no movimento da água. O maxilar superior é composto por 6 a 120 dentes e o inferior por 52 a 106 dentes; cada mandíbula contém 6 a 8 linhas funcionando simultaneamente.
Elas são caçadas por predadores maiores, como tubarões. O grande tubarão-martelo é especializado em se alimentar de raias-borboleta e é seu principal predador em algumas áreas.

### Locomoção
Gymnura micrura altera seus hábitos de natação dependendo de onde elas estão nadando na coluna de água. Elas tendem a mudar entre um padrão de ondulação e um padrão de oscilação. Elas usam ondulações de pequena amplitude de suas nadadeiras quando nadam ao longo do fundo, mas mudam para uma abordagem oscilatória quando nadam livremente na água. Ao nadar livremente na coluna d'água, elas usam um movimento descendente rápido e poderoso para aumentar sua velocidade; isso significa que elas movem suas nadadeiras para baixo e depois voltam rapidamente para cima. Elas fazem uma pausa após cada golpe e depois repetem.

## Conservação
A espécie está atualmente classificada como Quase Ameaçada pela IUCN. É freqüentemente tomada como captura acessória, mas geralmente liberada viva. A espécie é pescada comercialmente e recreativamente em partes da Austrália, da Europa e da Ásia.